# Miles Flint

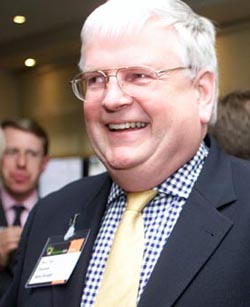
Miles Flint

Miles Flint (* Juli 1953) ist ein britischer Manager und seit Juni 2004 der Geschäftsführer von Sony Ericsson Mobile Communications AB.

## Leben
Miles Flint graduierte an der Universität London und studierte Betriebswirtschaft der Universität Cranfield. Seine Managertätigkeit begann er 1991 bei Sony als geschäftsführender Direktor von Sony Broadcast & Communications UK. Im Januar 1998 wurde er zum Geschäftsführer von Sony Broadcast & Professional Europe befördert. Miles Flint und sein Team waren verantwortlich für das Marketing und die Unterstützung für Produkte und Dienstleistungen im Geschäftsbereich der Businesslösungen für Kunden in Europa, Afrika und dem mittleren Osten. Nach weiteren drei Jahren wurde ihm eine Stelle im Vorstand von Sony Europa angeboten und er wurde der Geschäftsführer von Sony UK Ltd.
Im Juli 2002 wurde Miles Flint zum Geschäftsführer bei Sony Business Europe befördert. Ebenfalls war er verantwortlich für zwei weitere Sony-Geschäftsbereiche: Recording Media & Energy und Semiconductor & Electronic Solutions. Im November 2003 wurde ihm die Position des Geschäftsführers beim Europamarketing von Sony Europe übergeben.
Miles lebt in Maidenhead (UK) mit seiner Frau und zwei Kindern.